# Mesudiye, Seydişehir
Mesudiye là một xã thuộc huyện Seydişehir, tỉnh Konya, Thổ Nhĩ Kỳ. Dân số thời điểm năm 2011 là 347 người.